# Antyx matilei
Antyx matilei är en tvåvingeart som beskrevs av Henk J.G. Meuffels och Patrick Grootaert 1991. Antyx matilei ingår i släktet Antyx och familjen styltflugor.
Artens utbredningsområde är Nya Kaledonien. Inga underarter finns listade i Catalogue of Life.